# Alexander Mühling
Alexander Mühling, geboren als Alexander Bieler (Oberhausen, 5 september 1992) is een Duitse voetballer die als doorgaans als centrale middenvelder speelt. In 2014 maakte hij namens SV Sandhausen zijn profdebuut in de 2. Bundesliga. Na zijn huwelijk in de zomer van 2017 nam hij de achternaam van zijn vrouw aan. Sinds juli 2025 staat hij onder contract bij het Duitse Rot-Weiß Oberhausen. 

## Clubloopbaan

### Jeugd
Mühling begon met voetballen bij BV Osterfeld en stapte daarna over naar Arminia Klosterhardt, waarna hij werd opgenomen in de jeugdopleiding van MSV Duisburg. Daar doorliep hij alle jeugdteams in de onderbouw. Op 30 maart 2008 maakte hij als C-junior zijn debuut bij de onder-17 in de met 0–0 gelijkgespeelde uitwedstrijd tegen de leeftijdsgenoten van Alemannia Aachen. Een seizoen later maakte hij de overstap naar de jeugdopleiding van Borussia Mönchengladbach, waar hij aansloot bij de onder 17. In zijn eerste seizoen bij Die Fohlen werd hij kampioen in de B-junioren Bundesliga West. In het seizoen 2009/10 stroomde hij door naar de onder -19, waarin hij op 15 augustus zijn eerste speelminuten maakte in de uitwedstrijd tegen Arminia Bielefeld. In zijn tweede seizoen (2010/11) werd hij door trainer Horst Steffen  benoemd tot aanvoerder. Op 22 mei 2011 speelde hij zijn laatste jeugdwedstrijd, tegen de leeftijdsgenoten van Bayer Leverkusen.

### Borussia Mönchengladbach
Op 21 april 2011 maakte Mühling als A-junior zijn debuut in het seniorenvoetbal. Hij begon in de basis bij het tweede elftal van Borussia Mönchengladbach, dat in de Regionalliga West uitkwam, tijdens de uitwedstrijd tegen het tweede elftal van 1. FC Kaiserslautern. Onder leiding van trainer Sven Demandt speelde hij de volledige wedstrijd. Daarnaast trainde hij regelmatig mee met de eerste selectie. In het seizoen 2011/12 maakte hij, vanwege het bereiken van de seniorenleeftijd, definitief de overstap naar de senioren. Hij nam met het eerste elftal deel aan het trainingskamp in Bad Wörishofen, maar wist geen plek in de selectie te veroveren en kwam het gehele seizoen uit voor het tweede elftal. Daarin kwam hij tot 26 basisplaatsen. Als beloning voor zijn ontwikkeling tekende hij in de zomer van 2012 zijn eerste profcontract. In de loop van het seizoen 2013/14 nam zijn speeltijd af, waarop hij besloot de club te verlaten en zich aan te sluiten bij het tweede elftal van Bayer Leverkusen.

### Bayer Leverkussen
Op 7 februari 2014 maakte hij zijn debuut voor het tweede elftal van Bayer Leverkusen in de Regionalliga West, tijdens de met 2-1 gewonnen thuiswedstrijd tegen Rot-Weiss Essen. In de 28e minuut bracht hij zijn ploeg op voorsprong door na een voorzet van Julian Brandt het eerste doelpunt te maken. Vervolgens behield hij zijn basisplaats in het tweede elftal gedurende de rest van het seizoen. Op 26 april 2014, bij de met 2-2 gelijkgespeelde thuiswedstrijd tegen Borussia Dortmund, zat hij voor de eerste keer als wisselspeler bij het eerste elftal; trainer Sascha Lewandowski liet hem de volledige wedstrijd op de bank. Aan het einde van het seizoen maakte hij samen met Leart Paçarada de overstap naar SV Sandhausen.

### SV Sandhausen
In de zomer van 2014 tekende Mühling een contract voor twee seizoenen bij SV Sandhausen. Op 3 augustus maakte hij onder trainer Alois Schwartzzijn officiële debuut in de 2. Bundesliga, tijdens een uitwedstrijd tegen SV Darmstadt 98.  In het Stadion am Böllenfalltor startte hij als aanvallende middenvelder in de basis. Een week later scoorde hij zijn eerste doelpunt voor Sandhausen, toen hij in de met 1-1 gelijkgespeelde thuiswedstrijd tegen 1. FC Kaiserslautern in de 87e minuut werd ingebracht en twee minuten later de gelijkmaker maakte. Hoewel hij in zijn eerste seizoen (2014/15) zeventien keer in de basis stond, slaagde hij er niet in een vaste waarde te worden. Dit veranderde niet in het daaropvolgende seizoen (2015/16), waarin hij slechts zes keer aan de aftrap verscheen. Uiteindelijk besloot hij de club te verruilen voor Holstein Kiel.

### Holstein Kiel
Mühling speelde zeven seizoenen bij Holstein Kiel, waarin hij 238 wedstrijden speelde en 44 doelpunten scoorde. In mei 2016 tekende hij zijn eerste contract bij de Noord-Duitse club, waarmee hij zich voor drie jaar aan Kiel verbond. Op 15 juli maakte hij onder trainer Karsten Neitzel zijn debuut in de achtste finale van de  Landespokal Schleswig-Holstein tegen  VfR Neumünster. In het met 5-1 gewonnen duel werd hij in de 73e minuut ingebracht voor Steven Lewerenz en tien minuten later maakte hij zijn eerste doelpunt voor Kiel door de eindstand op 5-1 te brengen. Twee weken later maakte hij zijn competitiedebuut in de 3. Liga tijdens de met 1-1 gelijkgespeelde thuiswedstrijd tegen FSV Frankfurt, waarin hij van meet af aan in de basis stond. Op 28 februari 2017 maakte hij zijn eerste competitiedoelpunt voor Kiel tijdens de met 5-1 gewonnen thuiswedstrijd tegen Fortuna Köln. Na een voorzet van Dominick Drexler bracht hij zijn ploeg in de 29e minuut op 1-0. Mühling en Holstein Kiel eindigden dat seizoen als tweede in de competitie, waarmee promotie naar de 2. Bundesliga werd afgedwongen.
In zijn tweede seizoen (2017/18) kreeg Mühling met Markus Anfang een nieuwe trainer. Vanaf de eerste wedstrijd was er een vaste basisplaats voor hem, en met Kiel speelde hij het gehele seizoen mee om de bovenste plaatsen in de competitie. Uiteindelijk eindigde het team op de derde plaats, wat recht gaf op play-offwedstrijden om promotie naar de Bundesliga, tegen VfL Wolfsburg. In de heenwedstrijd in de Volkswagen-Arena in Wolfsburg werd met 3-1 verloren, waarbij Mühling 29 minuten speelde. In de returnwedstrijd in Kiel, die met 0-1 werd verloren door een doelpunt van Robin Knoche, speelde hij de volledige 90 minuten. In het seizoen 2018/19 werd Anfang opgevolgd door Tim Walter als hoofdtrainer. Onder leiding van de van Bayern München II overgekomen Walter kende Mühling een sterk seizoen en bleef hij vaste basisspeler. Hij kwam tot tien doelpunten, waaronder twee treffers in de eerste ronde van de DFB-Pokal tegen 1860 München. In het met 3-1 gewonnen uitduel maakte hij zowel de 1-1 als de 1-2. Gedurende dat seizoen verlengde hij zijn contract tot 2021.
Het vierde seizoen van Mühling bij Kiel (2019/20) werd een van zijn teleurstellendste periodes. In de DFB-Pokal werd Holstein al in de tweede ronde uitgeschakeld door SC Verl, terwijl het team in de competitie slechts op de elfde plaats eindigde. Gedurende dat seizoen werkte Mühling onder twee verschillende trainers. De start werd verzorgd door André Schubert, die na zeven wedstrijden werd ontslagen. Zijn opvolger, Ole Werner, zorgde voor een omslag. Dit leidde ertoe dat het daaropvolgende seizoen 2020/21 tot een van Mühling’s meest succesvolle bij Die Störche behoorde. Mede dankzij een doelpunt van hem in de kwartfinale van de beker tegen Rot-Weiss Essen bereikte Kiel de halve finale. Daarin werd met 5-0 verloren van Borussia Dortmund. In het Signal Iduna Park bleef Mühling de volledige wedstrijd op de bank. In de competitie was hij 12 keer trefzeker en speelde daarmee een belangrijke rol in het behalen van de derde plaats. In de daaropvolgende play-offs was 1. FC Köln de tegenstander. In de heenwedstrijd in Köln ontbrak Mühling vanwege een schorsing. Die wedstrijd werd door Kiel met 1-0 gewonnen, dankzij een doelpunt van Simon Lorenz. In de return in het eigen Holstein-Stadion werd met 1-5 verloren. Mühling speelde deze wedstrijd volledig mee. Vlak voor het einde van het seizoen verlengde hij zijn contract bij Kiel tot medio 2023.
In het seizoen 2020/21 kreeg Mühling, na het tussentijdse vertrek van trainer Ole Werner naar Werder Bremen, met Marcel Rapp te maken als zijn zesde trainer in zes jaar. Onder Rapp bleef hij een vaste basisspeler en droeg hij na de winterstop, vanwege een blessure van aanvoerder Hauke Wahl, gedurende 13 wedstrijden de aanvoerdersband. Dat seizoen eindigde Holstein Kiel op een negende plaats. In zijn zevende en laatste seizoen (2022/23) verloor Mühling geleidelijk zijn basisplaats. In maart 2023 maakte hij bekend op zoek te zijn naar een nieuwe uitdaging en zijn contract bij Kiel niet te verlengen. Op 19 mei 2023 speelde hij in de thuiswedstrijd tegen FC St. Pauli zijn laatste officiële duel voor Holstein. Kort daarna werd bevestigd dat hij terugkeerde bij zijn “oude” club SV Sandhausen.

### Terugkeer naar SV Sandhausen
In de zomer van 2023 tekende Mühling een contract bij SV Sandhausen tot 2026. Op 1 augustus maakte hij zijn rentree bij de club tijdens de derde ronde van de Landespokal Baden. In de met 8-0 gewonnen wedstrijd tegen de amateurs van FC Bammental speelde hij de eerste helft.[3] Een week later stond hij voor het eerst in het basiselftal van trainer Danny Galm tijdens de uitwedstrijd in de 3. Liga tegen VfB Lübeck. In het Stadion an der Lohmühle speelde hij de volledige 90 minuten. In oktober werd Galm ontslagen wegens teleurstellende resultaten en opgevolgd door Jens Keller. Door deze trainerswissel verloor vaste aanvoerder Dennis Diekmeier zijn basisplaats, waarna Mühling zijn plek innam. Op 24 januari scoorde hij zijn eerste doelpunt na zijn terugkeer, in de met 1-0 gewonnen thuiswedstrijd tegen Erzgebirge Aue. Hij benutte in de 31e minuut een strafschop.Dat seizoen won Sandhausen met Mühling de Landespokal Baden, door in de finale met 8-0 te winnen van 1.FC Mühlhausen.
In het seizoen 2024/25 kreeg Mühling te maken met een nieuwe trainer, Sreto Ristic. Door diens komst was een basisplaats niet langer vanzelfsprekend, maar hij maakte nog wel regelmatig speelminuten. Dit veranderde echter nadat Ristic vlak na de kerstdagen werd ontslagen en vervangen door Kenan Kocak. Onder de Turkse trainer verdween Mühling vrijwel volledig uit beeld. Ook na de opvolging van Kocak door Gerhard Kleppinger en Dennis Diekmeier bleef zijn speeltijd beperkt. In de tweede seizoenshelft kwam hij nog slechts 112 minuten in actie, waarvan één keer als basisspeler en twee keer als invaller. Aan het einde van het seizoen besloot Mühling SV Sandhausen te verlaten en zijn carrière voort te zetten bij Rot-Weiß Oberhausen.
In het seizoen 2024/25 kreeg Mühling met Sreto Ristic te maken met een nieuwe trainer. Met de komst van de Serviër was een basisplaats niet meer vanzelfsprekend voor Mühling. Hij maakte echter nog wel de nodige speelminuten. Dit veranderde toen Ristic vlak na de kerstdagen werd ontslagen en werd opgevolgd door Kenan Kocak. Onder de in Turkije geboren trainer verdween Mühling helemaal uit beeld. Dit was eveneens het geval toen Kocak werd opgevolgd door Gerhard Kleppinger. Hij kwam in de tweede seizoenshelft nog 112 minuten in actie; een keer als basisspeler en twee keer als wisselspeler. Aan het einde van het seizoen besloot Mühling Sandhausen te verlaten en zijn loopbaan voort te zetten bij Rot-Weiß Oberhausen.

### Rot-Weiß Oberhausen
In de zomer van 2025 tekende Mühling een tweejarig contract bij Rot-Weiß Oberhausen, de club uit zijn geboorteplaats. Daarmee keerde hij terug naar de Regionalliga West. Op 26 juli maakte hij in de uitwedstrijd tegen FC Gütersloh zijn basisdebuut voor de Oberhauseners.

## Clubstatistieken
| Seizoen                        | Club                | Competitie        | Competitie | Competitie | Beker | Beker | Internationaal | Internationaal | Overig | Overig | Totaal | Totaal |
| Seizoen                        | Club                | Competitie        | Wed.       | Dlp.       | Wed.  | Dlp.  | Wed.           | Dlp.           | Wed.   | Dlp.   | Wed.   | Dlp.   |
| ------------------------------ | ------------------- | ----------------- | ---------- | ---------- | ----- | ----- | -------------- | -------------- | ------ | ------ | ------ | ------ |
| 2010/11                        | Bor. M'gladbach II  | Regionalliga West | 3*         | 0          | –     | –     | –              | –              | –      | –      | 3      | 0      |
| 2011/12                        | Bor. M'gladbach II  | Regionalliga West | 32         | 2          | –     | –     | –              | –              | –      | –      | 32     | 2      |
| 2012/13                        | Bor. M'gladbach II  | Regionalliga West | 19         | 0          | –     | –     | –              | –              | –      | –      | 19     | 0      |
| 2013/14                        | Bor. M'gladbach II  | Regionalliga West | 13         | 1          | –     | –     | –              | –              | –      | –      | 13     | 1      |
| 2013/14                        | Bayer Leverkusen II | Regionalliga West | 15         | 4          | –     | –     | –              | –              | –      | –      | 15     | 4      |
| 2014/15                        | SV Sandhausen       | 2. Bundesliga     | 27         | 3          | 1     | 0     | –              | –              | –      | –      | 28     | 3      |
| 2015/16                        | SV Sandhausen       | 2. Bundesliga     | 12         | 1          | –     | –     | –              | –              | 4      | 2      | 16     | 3      |
| 2016/17                        | Holstein Kiel       | 3. Liga           | 35         | 1          | 4     | 2     | –              | –              | –      | –      | 39     | 3      |
| 2017/18                        | Holstein Kiel       | 2. Bundesliga     | 32         | 3          | 2     | 0     | –              | –              | 2      | 0      | 36     | 3      |
| 2018/19                        | Holstein Kiel       | 2. Bundesliga     | 33         | 8          | 3     | 2     | –              | –              | –      | –      | 36     | 10     |
| 2019/20                        | Holstein Kiel       | 2. Bundesliga     | 30         | 6          | 2     | 0     | –              | –              | –      | –      | 32     | 6      |
| 2020/21                        | Holstein Kiel       | 2. Bundesliga     | 31         | 12         | 4     | 1     | –              | –              | 1      | 0      | 36     | 13     |
| 2021/22                        | Holstein Kiel       | 2. Bundesliga     | 33         | 7          | 2     | 0     | –              | –              | –      | –      | 35     | 7      |
| 2022/23                        | Holstein Kiel       | 2. Bundesliga     | 23         | 2          | 1     | 0     | –              | –              | –      | –      | 24     | 2      |
| 2023/24                        | SV Sandhausen       | 3. Liga           | 36         | 1          | 6     | 0     | –              | –              | –      | –      | 42     | 1      |
| 2024/25                        | SV Sandhausen       | 3. Liga           | 18         | 0          | 4     | 0     | –              | –              | –      | –      | 22     | 0      |
| 2025/26                        | Rot-Weiß Oberhausen | Regionalliga West | 2          | 0          | 0     | 0     | –              | –              | 0      | 0      | 2      | 0      |
| Carrière totaal                | Carrière totaal     | Carrière totaal   | 426        | 51         | 29 ** | 5     | –              | –              | 7***   | 2      | 435    | 58     |
| Bijgewerkt tot 5 augustus 2025 |                     |                   |            |            |       |       |                |                |        |        |        |        |

* In het seizoen 2010/11 kwam Mühling als A-junior driemaal in actie voor het tweede elftal van Borussia Mönchengladbach.
** Naast zijn optredens in de DFB-Pokal speelde Mühling vier wedstrijden voor Holstein Kiel in de Schleswig-Holstein Pokal en kwam hij zeven keer in actie voor SV Sandhausen in de Badenpokal;
*** In het seizoen 2015/16 kwam Mühling, ondanks zijn status als speler van het eerste elftal van SV Sandhausen, vier keer uit voor het tweede elftal. Met Holstein Kiel nam hij deel aan de promotieplay-offs in zowel het seizoen 2017/18 als 2020/21

## Interlandloopbaan
Mühling kwam driemaal in actie voor Duitsland –18. Zijn debuut maakte hij op 7 april 2010 onder bondscoach Marco Pezzaiuoli in een vriendschappelijke interland tegen Zuid-Korea, waarin hij in de 63e minuut het veld betrad als vervanger van Elias Kachunga. Daarnaast speelde hij tegen de leeftijdsgenoten van de Verenigde Arabische Emiraten en Egypte. In deze interlands stond hij op het veld met onder anderen Kevin Volland, Felix Klaus, Nils Röseler en Alexander Schwolow.
| Jeugdinterlands van Alexander Mühling voor Duitsland () | Jeugdinterlands van Alexander Mühling voor Duitsland () | Jeugdinterlands van Alexander Mühling voor Duitsland () | Jeugdinterlands van Alexander Mühling voor Duitsland () | Jeugdinterlands van Alexander Mühling voor Duitsland () | Jeugdinterlands van Alexander Mühling voor Duitsland () |
| №                                                       | Datum                                                   | Wedstrijd                                               | Uitslag                                                 | Soort Wedstrijd                                         | Doelpunten                                              |
| Als speler bij Duitsland –18                            | Als speler bij Duitsland –18                            | Als speler bij Duitsland –18                            | Als speler bij Duitsland –18                            | Als speler bij Duitsland –18                            | Als speler bij Duitsland –18                            |
| ------------------------------------------------------- | ------------------------------------------------------- | ------------------------------------------------------- | ------------------------------------------------------- | ------------------------------------------------------- | ------------------------------------------------------- |
| 1.                                                      | 7 april 2010                                            | Zuid-Korea – Duitsland                                  | 1 – 0                                                   | Vriendschappelijk                                       |                                                         |
| 2.                                                      | 10 april 2010                                           | V.A.E. – Duitsland                                      | 0 – 1                                                   | Vriendschappelijk                                       |                                                         |
| 3.                                                      | 12 april 2010                                           | Duitsland – Egypte                                      | 1 – 0                                                   | Vriendschappelijk                                       |                                                         |
| Bijgewerkt tot 4 augustus 2024                          |                                                         |                                                         |                                                         |                                                         |                                                         |

## Persoonlijk
Mühling werd geboren als Alexander Bieler, maar nam in de zomer van 2017 de achternaam van zijn vrouw aan na hun huwelijk.

## Erelijst
| Competitie                             |               |               |               |               |
| Competitie                             | Aantal        | Jaren         |               |               |
| Holstein Kiel                          | Holstein Kiel | Holstein Kiel | Holstein Kiel | Holstein Kiel |
| -------------------------------------- | ------------- | ------------- | ------------- | ------------- |
| Winnaar Landespokal Schleswig-Holstein | 1x            | 2016/17       |               |               |
| SV Sandhausen                          |               |               |               |               |
| Winnaar Landespokal Baden              | 1x            | 2023/24       |               |               |